# Rhön-Radmarathon
Der Rhön-Radmarathon ist ein überregional bekannter Radmarathon, der vom Radsportclub '77 Bimbach jährlich über die Pfingsttage ausgerichtet wird.

## Beschreibung
2012 werden drei Strecken angeboten. Eine „Basic“-Variante mit 170 km und 2.600 Höhenmetern, eine „Classic“-Variante mit 205 km und 3.400 Höhenmetern sowie der eigentliche „Extrem“- Marathon mit 238 km und 4.500 Höhenmetern.
Im Rahmen der am Samstag sowie Sonntag stattfindenden RTF-Veranstaltung, die in die Serie des Rhön-Special-Cups eingegliedert ist, werden auch Strecken von 20 km (Familientour), 52 km, 77 km, 112 km, 152 km (nur am Samstag) sowie Mountainbike-Touren angeboten.